# Nouveau Dictionnaire universel de la langue française (Poitevin)
Der  Nouveau Dictionnaire universel de la langue française (Kurzname: Poitevin) war ein Wörterbuch der französischen Sprache mit sparsamer enzyklopädischer Information und ohne Eigennamenartikel. Das Werk erschien von 1856 bis 1860 in 2 Bänden in Paris. Verfasser war Prosper Poitevin (1804–1884).

## Geschichte
Das ab 1854 im aufstrebenden Pariser Verlag von Carl Ferdinand Reinwald (1812–1891) in Lieferungen erschienene Wörterbuch (korrigierte Neuauflage 1868) enthält ein Vorwort sowie Übersichtstafeln über die aktuelle Besetzung der Akademien, ferner (am Ende von Band 2) eine Liste der Autoren, denen Zitate entnommen wurden. Der Titel des Wörterbuchs lehnt sich unausgesprochen an den Dictionnaire universel de la langue française von Pierre-Claude Boiste (Verlag Firmin Didot und Pierre-Joseph Rey) an, der noch verlegt wurde, aber in die Jahre gekommen war, wie auch an den Dictionnaire National ou Dictionnaire Universel de la langue française von Louis-Nicolas Bescherelle (Verlag Garnier), der seit 1846 existierte. Entsprechend reichhaltig ist Poitevins Wörterbuch an Fachwortschatz. Zu den besonderen Vorzügen des Wörterbuchs gehörte die vergleichende Synonymik (z. B. gain, profit, lucre und bénéfice im Artikel gain).

## Gliederung
- 1: A–G, 1063 Seiten; 2: H–Z, 1014 Seiten